# Gastridium phleoides
Gastridium ventricosum là một loài thực vật có hoa trong họ Hòa thảo. Loài này được (Nees & Meyen) C.E.Hubb. mô tả khoa học đầu tiên năm 1954.

## Hình ảnh

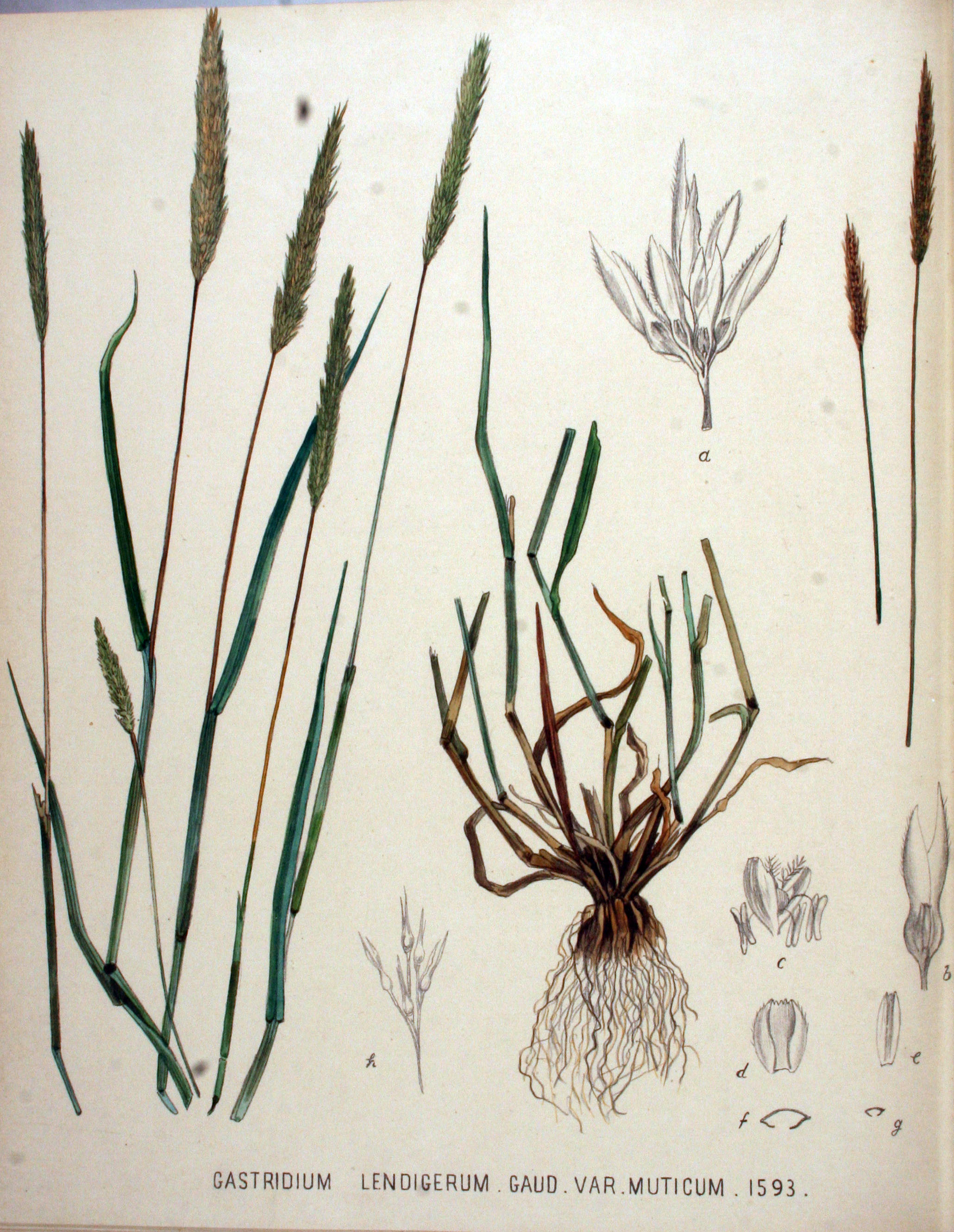